# Tomoe Yokoyama
Tomoe Yokoyama (jap. 横山 朋枝, Yokoyama Tomoe; * 9. August 1976 in Tokio) ist eine japanische Langstreckenläuferin.
2000 belegte sie bei ihrem Debüt über diese Distanz den 13. Platz beim Nagoya-Marathon in 2:34:37 h und wurde Fünfte beim Prag-Marathon in 2:35:18. 2003 gewann sie den Ōme-Marathon über 30 km. Kurz danach erlitt sie eine Verletzung am rechten Knöchel, die beim Laufen über die Halbmarathondistanz hinaus extreme Schmerzen verursachte.
Erst 2009 gelang ihr mit einem erneuten Sieg in Ōme ein Comeback. Beim Boston-Marathon desselben Jahres erlitt sie allerdings einen Einbruch auf der zweiten Hälfte und kam lediglich auf den 20. Platz in 2:47:57.
Tomoe Yokoyama ist 1,52 m groß und wiegt 41 kg. Seit 2006 startet sie für das Team der Firma TOTO, wo sie von ihrem Bruder Kei trainiert wird.

## Persönliche Bestzeiten
- 10.000 m: 32:55,83 min, 18. Mai 2002, Utsunomiya
- Halbmarathon: 1:12:16 h, 23. November 2005, Nagoya
- 30-km-Straßenlauf: 16. Februar 2003, Ōme
- Marathon: 12. März 2000, Nagoya